# Comando Militare Esercito "Sardegna"
Il Comando Militare Esercito "Sardegna" (già Comando militare autonomo della Sardegna) è una struttura dell'esercito italiano.

## Storia
Trae origine dal Comando militare della Sardegna, costituito nel dopoguerra a Cagliari e avente giurisdizione su tutta l'isola, dipendente dal 1946 dal VIII Comando militare territoriale, divenendo ente territoriale del Comando Regione Militare Centrale, raggiunge la sua autonomia il 31 dicembre 1981.
Nel 1997 ha ceduto tutta la componente operativa al COMFOTER e al dipendente 2º Comando delle forze di difesa di San Giorgio a Cremano, e nel 2001 le competenze logistiche, ed i relativi e reparti, al Comando logistico dell'Esercito "Sud" con sede a Napoli.
Dal 2016 è alle dipendenze del Comando Forze Operative Sud, per passare nel 2023 al COMFOTER.

## Competenze
Le funzioni esercitate sono:
- leva, reclutamento e mobilitazione
- affari territoriali e presidiari
- logistica

Ha avuto in passato anche compiti di natura operativa, avendo alle proprie dipendenze alcune unità operative di stanza nell'isola e dal 1988, con la costituzione della Brigata "Sassari", anche unità di combattimento sino al 1997. A partire da allora mantiene oramai le sole competenze connesse con il reclutamento (RFC = reclutamento e forze di completamento) oltre che territoriali/presidiarie . In tale veste è alla continua ricerca di sinergie con gli enti locali per meglio mettere a disposizione del cittadino tutti i servizi offerti dalla struttura militare locale e dallo Stato Maggiore dell'Esercito.
È l'unico comando territoriale che coordina le attività legate al Reclutamento, alle Forze di Completamento e alla Promozione e Pubblica Informazione nella intera regione.
In questa veste ricerca, stabilisce e coordina continuamente i rapporti con gli Enti locali per meglio mettere a disposizione i servizi offerti dalla struttura militare sarda.

## Enti e Reparti dipendenti
Dal Comando Militare Esercito "Sardegna" dipendono il Centro Documentale di Cagliari e il 1º Reggimento corazzato.
Altri reparti dipendenti dal Comando Militare Esercito "Sardegna" sono:
- Reparto supporti generali (Cagliari)
- Centro ippico militare (Cagliari)
- Base logistica addestrativa (Nuoro)

### Ufficio Documentale Cagliari
Erede diretto del Centro Documentale di Cagliari a sua volta erede diretto del Distretto militare principale di Cagliari, è competente per tutte le province della regione Sardegna. Cessato il rango di Comando di Corpo dal 1° gennaio 2019 divenuto un ufficio del Comando militare Esercito, retto di norma da Colonnello e inserito nello Stato Maggiore del prefato Comando.
Dopo la sospensione del servizio di leva,  svolge esclusivamente attività documentale, rivolta al personale che ha terminato il servizio militare, informativa, per chi cerca informazioni sull'arruolamento e la riserva e di servizio per altre istituzioni come i Comuni o l'INPS e curano il rilascio dei fogli matricolari e/o la documentazione matricolare che attestano il periodo del servizio militare effettivamente svolto e il rilascio (ove ne risultino le condizioni) per gli ex volontari in ferma annuale /breve degli attestati di congedamento senza demerito indispensabili per accedere ai posti riservati nei concorsi delle Pubbliche Amministrazioni statali e locali. Custodisce inoltre i fogli matricolari/Stati di servizio dei militari di leva e/o di carriera dell'Esercito compresi gli A.U.C., Vigili del Fuoco*, Polizia di Stato*, Polizia Penitenziaria* (*solo per gli agenti ausiliari e sino alla sospensione della leva), compresa l'Arma dei Carabinieri sino al 2000 (degli Ufficiali di questa i soli libretti personali con le note caratteristiche e carteggio sanitario) e, al compimento del 45º anno, quelli del marinai di leva/avieri a cura delle Capitanerie di Porto (Olbia-Cagliari) e del Centro matricolare dell'Aeronautica militare di Orvieto.
Al compimento del settantesimo anno di età della classe di leva, compatibilmente con la capacità ricettive degli Archivi di Stato (AA.SS.) di Cagliari, Sassari ed Oristano provvede a versarvi la documentazione matricolare di truppa e Sottufficiali secondo l'appartenenza del militare al Distretto in cui risiedeva al momento della visita di leva. La documentazione matricolare degli Ufficiali dell'Esercito è invece custodita sino al centesimo anno di nascita dell'interessato per poi essere versata a Roma Direzione Generale per il Personale Militare.
Sono altresì custoditi in forma randomica alcuni fascicoli di Sottufficiali e truppa della Guardia di Finanza, di cui non è previsto il versamento agli AA.SS.

### 1º Reggimento corazzato
Il 1º Reggimento corazzato è una unità atipica dell'Esercito Italiano alle dipendenze del Comando Militare Esercito "Sardegna", che provvede alla gestione del Poligono Militare di Capo Teulada.

## Enti dell'esercito sul territorio del CME "Sardegna"
Questi enti sono di stanza in Sardegna, ma dipendono operativamente, amministrativamente e disciplinarmente, da altri Comandi della Forza Armata. Il legame con il CMA è limitato ai soli aspetti territoriali e presidiari.
- Brigata meccanizzata "Sassari" (Sassari)
  - Reparto comando e supporti tattici "Sassari" (Sassari)
  - 151º Reggimento fanteria "Sassari" (Cagliari)
  - 152º Reggimento fanteria "Sassari" (Sassari)
  - 45° Reparto Comando e supporti tattici " Reggio" (Sassari)
  - 3º Reggimento bersaglieri (Teulada)
  - 5º Reggimento genio guastatori (Macomer)
  - Reggimento Logistico "Sassari" (Cagliari)
- Battaglione trasmissioni "Gennargentu" (Cagliari)
- 21º Gruppo squadroni aves "Orsa Maggiore" (Elmas)
- 12ª Sezione rifornimenti e mantenimento (Cagliari)
- Sezione rifornimenti di commissariato (Cagliari)
- Dipartimento legale di medicina legale (Cagliari)
- 14º Reparto infrastrutture (Cagliari)

## Comandanti
| Insegna | Grado\Qualifica            | Nome e Cognome           | dal  | al   |
| ------- | -------------------------- | ------------------------ | ---- | ---- |
|         | Tenente generale           | Giangabriele Carta       | 2000 | 2004 |
|         | Generale di corpo d'armata | Angelo Dello Monaco      | 2004 | 2006 |
|         | Generale di divisione      | Sandro Santroni          | 2006 | 2010 |
|         | Generale di corpo d'armata | Claudio Tozzi            | 2010 | 2015 |
|         | Generale di divisione      | Giovanni Domenico Pintus | 2015 | 2019 |
|         | Generale di divisione      | Francesco Olla           | 2019 | 2021 |
|         | Generale di divisione      | Stefano Scanu            | 2021 |      |